# Palasport di Sandrigo
Il palasport di Sandrigo è un palazzetto dello sport di Sandrigo in provincia di Vicenza in Veneto.
È stato inaugurato in ottobre del 1988 come palestra polifunzionale coperta, prospiciente all'area dei campi da tennis e allo stadio comunale di calcio.
Il palasport è utilizzato dal Sandrigo Hockey per la disputa delle partite casalinghe dall'inaugurazione dell'impianto.

## Eventi
- Final Eight Federation Cup 2017-2018